# 미르재 다부드 휘세이노프
미르자 다부드 바기르오글루 휘세이노프(아제르바이잔어: Mirzə Davud Bağır oğlu Hüseynov, 러시아어: Мирза Давуд Багир оглы Гусейнов, 1894년 3월 ~ 1938년 3월 21일)는 아제르바이잔의 혁명가이자 정치가였다.

## 어린 시절
휘세이노프는 1894년 3월 바쿠의 한 종교 가정에서 태어났다. 1904년부터 1913년까지 지역 학교에서 공부한 그는 상업 연구소에서 경제학을 공부하기 위해 모스크바로 이사했다. 1917년 5월, 그는 바쿠로 돌아왔고 바쿠현과 옐리자베트폴현의 난민 위원회에서 일하기 위해 아그다슈구에 배치되었다. 1918년 10월, 그는 바쿠로 돌아가 학생 혁명 위원회를 설립했다. 1920년, 그는 폐위된 아제르바이잔 민주공화국 정부 파탈리 칸 호이스키의 총리의 딸 타마라 호이스카야 (1902년~1990년)와 결혼했다.

## 정치 경력
1919년 3월, 휘세이노프는 무슬림 사회민주당의 지도자들 중 한 명이었고 후에 그 당의 의장으로 선출되었다. 1920년 4월 28일부터 같은 해 5월 16일까지 임시 군사혁명위원회의 의장이 되었다. 그리고 나서 그는 1921년 5월부터 1921년 12월까지 혁명 위원회, 국가 재정 위원회, 그리고 아제르바이잔 외교 위원회의 부의장이었다. 1921년부터 그는 국가 재정 위원회, 아제르바이잔 소비에트 사회주의 공화국 외교 위원회의 국가 위원장과 자캅카스 사회주의 연방 소비에트 공화국 국가 위원회의 부의장을 동시에 역임했다. 1922년 휘세이노프는 RSFSR 민족 인민위원회 부위원장을 지냈고, 1923년 1월부터 1929년 11월까지 자캅카스 사회주의 연방 소비에트 공화국 인민위원회 부위원장을 지냈으며, 1925년에는 아제르바이잔 소비에트 사회주의 공화국의 외무 인민위원회와 재정 인민위원회를 역임했다.
1930년부터 1933년 11월 3일까지 타지키스탄 공산당 중앙위원회 제1서기장을 역임했다. 1934년부터 1937년까지 그는 러시아 소비에트 연방 사회주의 공화국 국가 교육 위원회의 비러시아 교육부의 관리자였다. 대숙청 기간 동안, 휘세이노프는 체포되어 소련 국가에 대한 음모 혐의로 기소되어 사형을 선고받고 1938년 3월 21일 처형되었다. 그는 사후에 소련에서 진행된 스탈린 격하 운동 과정에서 복권되었다.